# Alta Mesa AVA
 Alta Mesa AVA (anerkannt seit 2006) ist ein Weinbaugebiet im US-Bundesstaat Kalifornien und ist Teil der überregionalen Lodi AVA. Das Gebiet erstreckt sich innerhalb der Verwaltungseinheit Sacramento County. Der spanische Name Alta Mesa (übersetzt hoher Tisch) spielt auf die im Vergleich zum Umland höhere Lage eines Plateaus an.

## Geografie und Klima
Der tonige Boden ist stark mit Kies durchsetzt und zwingt die Reben zu einem tiefen Wurzelwerk. Die Gegend ist bekannt für ausgesprochen niedrige Niederschlagsmengen und gilt nach der Appellation Sloughhouse AVA als die wärmste innerhalb der übergeordneten American Viticultural Area Lodi.

## Geschichte
Die Herkunftsbezeichnung Alta Mesa AVA wurde von staatlicher Seite am 17. Juli 2006 vom Alcohol and Tobacco Tax and Trade Bureau anerkannt.

## Weinbaubetriebe
Aktuell gibt es noch keinen im Gebiet ansässigen Weinbaubetrieb, der Weine unter der Appellation Alta Mesa vermarktet. Es obliegt zur Zeit Weinbaubetrieben der übergeordneten Lodi AVA, die Herkunftsbezeichnung zu nutzen, in dem sie Traubenmaterial aufkaufen und getrennt ausbauen. Die Betriebe Barreto Cellars und Twisted Oak Winery sind Beispiele dafür.